# Мартовка
Мартовка (лат. Hygrophorus marzuolus) високо је квалитетна јестива гљива веома примамљивог укуса. Може се наћи у шумама поред букве, јеле, храста, кестена и борова, у планинским подручјима и у низијама,а често се мартовка развија под земљом или под маховином. Има је и у нашим крајевима: Словенији, средњој Хрватској и у источној Босни. Расте у периоду између јануара и маја.

## Клобук
Клобук мартовке је величине од 5 до 12 центиметара. Облик је округласто испупчен, а како стари све се више испупчава. Кожица је глатка, али није лепљива ни слузава. Покривен је лишћем и маховином. Клобук може бити сиве боје, у додиру са светлом постаје црн или риђе боје. Површина му може бити светлија или тамнија.

## Листићи
Листићи мартовке су дебели и до 3 милиметра,а широки од 6 до 12 милиметара. Веома су нежни, беле или сиве боје.

## Отрусина
Отрусина мартовке је беле боје.

## Стручак
Стручак мартовке је од 3 до 8 центиметара и од 1,2 до 3,5 центиметара. Ваљкастог је облика, свиленкасте површине. На прелому стручка се кора влакнасто цепа.

## Месо
Месо мартовке је једро, укусно, дебљине и до 1,5 центиметара. Беле је боје, а посивљује према унурашњости.

## Хемијске реакције
Мартовка реагује на железни сулфид, амонијак и на калијум (негативна)

## Микроскопија
Споре hyaline, богате вакуолама, обло-елипсоидне, 5-7,75/4-6 mi. Баздији издужено батинасти, 45-55/4-6 mi.

## Сличне врсте
Сличне врсте мартовки су: козјача (лат. Hygrophorus caprino), поцрница (лат. Russula nigricans).